# Церква Успіння Пресвятої Богородиці (Козова)
Церква Успіння Пресвятої Богородиці — найстаріший донині збережений храм у містечку Козова, райцентрі Тернопільської області.
Церква належить парафії Успіння Пресвятої Богородиці Козівського деканату Тернопільсько-Зборівської архієпархії УГКЦ.
До парафії належить близько 3000 вірних. Церква має відпуст на свято Петра і Павла.

## Історія
Перша відома пряма згадка про храм Успіння Пресвятої Богородиці в Козові походить з 1680 року в першому реєстрі Катедратика владики Шумлянського, який зберігається у Національному музеї у Львові. Перша опосередкована згадка — 1609 рік. Також, про парафію згадує документ 1700 р. список храмів Галичини, які прийняли Унію за єпископа Йосифа Шумлянського.
Теперішній храм збудований у 1885 році. Посвячував митрополит Сильвестр (Сембратович) у 1894 році.
Перші розписи храму зробив відомий художник Теофіл Копистинський. 2015 року у вікнах храму встановили вітражі із зображеннями блаженного єпископа Никити Будки та слуги Божого ієрея Андрія Бандери.
До 1990 року до парафії належали вірні навколишніх сіл Теофіпілка, Геленків та Вікторівка.

## Парохи
| №  | Ім'я та прізвище священика, посада                                                                         | Роки життя   | Рік свячення | Прибув на парафію | Вибув з парафії |
| -- | --- | ------------ | ------------ | ----------------- | --------------- |
| 1  | о. Яків Дидицький, протопресвітер Козівський                                                               | ?–1757       | 1709         | 1709              | 1757            |
| 2  | о. Стефан Дидицький, парох                                                                                 | 1707–?       | 1750         | 1750              | ?               |
| 3  | о. Василь Літинський, парох                                                                                | 1788–1878    | 1818         | 1839              | 1878            |
| 4  | о. Петро Літинський, сотрудник                                                                             | 1852–1922    | 1876         | 1876              | 1877            |
| 5  | о. Августин Дольницький, сотрудник                                                                         | 1822–1899    | 1848         | 1848              | 1851            |
| 6  | о. Николай Семинович, сотрудник                                                                            | 1868–?       | 1869         | ?                 | ?               |
| 7  | о. Юстин Залуський, сотрудник                                                                              | 1844-1889    | 1869         | 1869              | 1870            |
| 8  | о. Кирило Лукасевич, сотрудник                                                                             | 1845–1912    | 1869         | 1869              | 1871            |
| 9  | о. Павло Свистун, декан, крилошанин, радник                                                                | 1842–1919    | 1867         | 1878              | 1919            |
| 10 | о. Николай Іванчук, сотрудник                                                                              | 1881–?       | 1905         | 1914              | 1920            |
| 11 | о. Семен Іванчук, крилошанин, капелан в І світову                                                          | 1887–1961    | 1912         | 1920              | 1936            |
| 12 | о. Євген Мацелюх, адміністратор, вояк УГА                                                                  | 1893–1941    | 1920         | 1939              | 1941            |
| 13 | о. Теофіл Бемко, адміністратор, магістр, активний підпільний священик                                      | 1902–1982    | 1941         | 1943              | ?               |
| 14 | о. Іван Чарторийський, ісповідник віри, швагро о. Андрія Бандери                                           | 1875–1952    | 1903         | 1936              | 1952            |
| 15 | о. Йосип Гроховський, УГКЦ, прийняв РПЦ                                                                    | 1904–1950-ті | 1933         | 1946              | 1950-ті         |
| 16 | о. Володимир Микорин, УГКЦ, прийняв РПЦ                                                                    | 1908–?       | 1970         | 1980              | ?               |
| 17 | о. Іван Пилипишин, РПЦ, єпископ УАПЦ, митрополит Чернівецький Варлаам УПЦ КП, архімандрит Василій в УПЦ МП | нар. 1946    | 1973         | 1980              | 1986            |
| 18 | о. Богдан Скасків, РПЦ, УАПЦ                                                                               | нар. 1953    | 1984         | 1987              | 1990            |
| 19 | о. Василь (Семенюк), нині митрополит Тернопільсько-Зборівський                                             | нар. 1949    | 1974         | 1990              | 1990            |
| 20 | о. Дмитро Долішняк, митрат, декан                                                                          | 1948–2004    | 1986         | 1990              | 2004            |
| 21 | о. Євген Бойко, РПЦ, парох і декан УГКЦ                                                                    | нар. 1964    | 1990         | 2004              | 2007            |
| 22 | о. Михайло Забанджала, сотрудник, парох з 2007                                                             | нар. 1979    | 2003         | 2003              | донині          |
| 23 | о. Василь Баглей, сотрудник                                                                                | нар. 1981    | 2007         | 2012              | 2022            |
| 24 | о. Віталій Олійник, сотрудник                                                                              | нар. 1990    | 2019         | 2022              |                 |

## Спільноти при церкві
При церкві є спільноти:
- Основний хор (п. Кацюбка Ольга)
- Чоловічий хор (п. Савчур Віталій)
- Дитячий хор (п. Куземко Наталія)
- Апостольство молитви
- Марійська дружина
- Вівтарна дружина
- «Матері в молитві»
- Параманне братство
- Дитяча катехитчна школа
- НСОУ "Пласт"